# Park Sung Woo
Park Sung Woo (hangul: 박성우, hancha: 朴晟佑, phiên âm Hán Việt: Phác Thịnh Hữu, sinh ngày 7 tháng 7 năm 1972 tại Phủ San, Hàn Quốc) là một họa sĩ Hàn Quốc, sáng tác truyện tranh theo trường phái manhwa.

## Các tác phẩm chính
- Truyền thuyết Bát long thần (팔용신전설, 八龍神傳說)
  - Truyền thuyết Bát long thần (Classic)
  - Truyền thuyết Bát long thần (Thêm)
- Thiên Lang Liệt Truyện (천랑열전, 天狼熱戰)
- Kurokami (흑신, 黑神), đồng sáng tác với Rim Dal Yeong
- NOW (나우, 儺雨, An Vũ)
- Peyigeonjeu (페이건즈)
- Zero - Start of the tube (제로-시작의 관), đồng sáng tác với Rim Dal Yeong
- Zero - the flow of the original (제로-흐름의 원)
- CYBER DOLL
- Meteoh emblem